# Bruno Lawrence
Bruno Lawrence (bürgerlich David Charles Gilbert Lawrence, * 12. Februar 1941 in Brighton, England; † 10. Juni 1995 in Wellington, Neuseeland) war ein Musiker und Schauspieler.

## Leben und Werk
Obwohl er in England geboren wurde, lebte Lawrence die überwiegende Zeit seines Lebens in Neuseeland und arbeitete häufig auch in Australien. Er war ein Jazz-Schlagzeuger, der in verschiedenen Bands spielte, unter anderem Blerta und The Crocodiles.
In Deutschland war Bruno Lawrence eher als Schauspieler bekannt, der in verschiedenen Spielfilmen mitgespielt hat. Der bekannteste Film, in dem er die Hauptrolle gespielt hat, war Quiet Earth – Das letzte Experiment, der zu der Zeit der neuseeländische Film mit dem größten Umsatz war.
Während der Dreharbeiten zu Cosi 1995 wurde bei Lawrence Lungenkrebs diagnostiziert, an dem er wenige Monate später starb. Er hinterließ seine Ehefrau und fünf Kinder.
Die Biografie „Bruno: The Bruno Lawrence Story“ von Roger Booth (ISBN 0-908812-83-3), und die Fernseh-Dokumentation „Numero Bruno“ von Steve La Hood beschreiben das Leben und die Arbeit von Bruno Lawrence.

## Auszeichnungen
- 1986 – Fantafestival – Auszeichnung in der Kategorie Bester Hauptdarsteller für Quiet Earth – Das letzte Experiment
- 1987 – New Zealand Film and TV Awards – Auszeichnungen in den Kategorien Bester Hauptdarsteller und Bestes Drehbuch für Quiet Earth – Das letzte Experiment
- 1988 – Fantafestival – Auszeichnung in der Kategorie Bester Hauptdarsteller für As Time goes by – Bogarts Bar kehrt zurück
- 1988 – AFI Award – Nominierung in der Kategorie Bester Nebendarsteller für Begegnung mit einer Toten
- 1995 – New Zealand Film and TV Awards – Auszeichnung Rudall Hayward Award

## Filmografie (Auswahl)
- 1977: Wild Man
- 1980: Ohne jeden Zweifel (Beyond Reasonable Doubt)
- 1980: Mach’s gut, Pork Pie (Goodbye Pork Pie)
- 1981: Smash Palace – Keine Chance für Al (Smash Palace)
- 1981: Ein Teufelskerl (Race for the Yankee Zephyr)
- 1982: Der Kampfkoloß (Warlords of the 21st Century)
- 1983: Utu
- 1984: Robot Maniac (Death Warmed Up)
- 1985: Quiet Earth – Das letzte Experiment (The Quiet Earth)
- 1986: Die Brücke ins Jenseits (Bridge to Nowhere)
- 1988: Morris – Ein mörderisches Puzzle (Grievous Bodily Harm)
- 1988: As Time goes by – Bogarts Bar kehrt zurück (As Time Goes by)
- 1988: Rainbow Warrior – Die Verschwörung der Atommächte (The Rainbow Warrior Conspiracy)
- 1989: The Delinquents – Sie sind jung und wollen frei sein (The Delinquents)
- 1991: Made in Spotswood – Die Fabrik der schrägen Vögel (Spotswood)
- 1993: Anschlag auf die 'Rainbow Warrior' (The Rainbow Warrior)